# Reggenza di Sumbawa
La reggenza di Sumbawa (in indonesiano: Kabupaten Sumbawa) è una reggenza dell'Indonesia, situata nella provincia di Nusa Tenggara Occidentale.